# SN 2009bj
SN 2009bj – supernowa typu II odkryta 17 marca 2009 roku w galaktyce A141858+3523. W momencie odkrycia miała maksymalną jasność 19,20m.